# София Лорен
София Лорен (на италиански: Sophia Loren) е артистичният псевдоним на италианската актриса София Вилани Шиколоне.
В цялата си кариера София Лорен изиграва над 80 екранни роли. За близо 60 години в киното се снима във филми, заснети в различни страни от различни режисьори, като доказва умението си да се вписва във всякакъв екип и да създава безспорно ярки и запомнящи се образи. Героините ѝ впечатляват с удивителната си достоверност и жизненост. Всеобщо призната е като една от най-красивите жени и най-известната актриса от Италия, a запазеното ѝ амплоа е на типична италианка в романтични комедии, и по-рядко трагедии.
Притежава множество международни филмови награди. Носителка е на призове от кинофестивалите в Кан (1961), Венеция (1958, 1998), Москва (1965, 1997) и Берлин (1994). Наградена е с пет награди Златен глобус и два Оскара – съответно за „Най-добра главна женска роля“ в чуждоезичния филм „Чочарка“ от 1961 г. и „Оскар за цялостно творчество“ през 1991 г.
През 1999 г. Американският филмов институт включва Лорен под Номер-21 в класацията на най-големите жени звезди на класическото холивудско кино.

## Биография
София Лорен се ражда в Рим на 20 септември 1934 г. Баща ѝ Рикардо Шиколоне я признава за своя дъщеря, но отказва да се ожени за майка ѝ Ромилда Вилани и я напуска по време на бременноста. София прекарва детските си години със своята майка и по-малката си сестра Анна-Мария в рибарското селище Поцуоли, недалеч от Неапол. Там живеят при родителите на Ромилда, която е пианистка и неуспяла актриса. Условията им на живот не са особено добри и Лорен прекарва тези години в нищета.
През 1949 г. участва в конкурса за красота Мис Италия и заема втора позиция като подгласничка на победителката. Красотата на София бързо прави впечатление, като ѝ предлагат участия в рекламни фотосесии и в еротични филми. Поради нуждата от пари, тя се съгласява да се снима в подобен тип продукции. По време на конкурса за Мис Рим се запознава с бъдещия си съпруг Карло Понти, преуспяващ филмов продуцент и ключов играч в следвоенното европейско кино. През този период започват и първите ѝ стъпки в киното, като стартира в серия от нискобюджетни комедии под името София Ладзаро. През 1951 година Лорен играе малка роля като робиня във филма на американския режисьор Мървин Лерой „Quo Vadis“.

### Първи стъпки
Първата главна роля на София Лорен е в режисираната от Пиетро Франсичи филм-опера „Аида“ от 1953 година. В тази продукция тя получава одобрението на филмовата критика. След успеха на „Аида“ актрисата се снима в екранизациите „Две нощи с Клеопатра“ и „Атила“ с участието на Антъни Куин, който е първият филм на София Лорен, разпространен извън пределите на Италия. Вниманието на критиката е привлечено от ролята ѝ в кинопродукцията на Виторио Де Сика „Златото на Неапол“, като отзивите са, че Лорен притежава оригиналност, талант и осезаема екранна страст. Следват поредица от филми, в които тя партнира на Марчело Мастрояни, като през 1957 година дебютира на американската сцена с „Момчето върху делфина“. Участва в екранизации заедно с актьорите Джон Уейн, Кари Грант и Франк Синатра.
Лорен се превръща в международна звезда след като записва пет филма с американската компания Парамаунт Пикчърс. От този период датира и филмът „Desire Under the Elms“, базиран на едноименната пиеса на Юджийн О'Нийл, чийто партньор на Лорен е Антъни Пъркинс. През 1958 година прелестната италианка получава и първото си международно отличие за изпълнението си във филма „Черната орхидея“. Призът е за най-добра актриса на фестивала във Венеция.

### Световна слава
През 1960 г. Лорен си партнира с Жан-Пол Белмондо в италианския филм „Чочарка“, режисиран от Виторио Де Сика по романа на Алберто Моравия. Изключителната изразителност на Лорен в този образ впечатляват не само журито на кинофестивала в Кан, което ѝ връчва наградата за най-добра актриса, но и членовете на Американската филмова академия, които ѝ присъждат „Оскар“ за най-добро изпълнение на главна роля. До този момент не е имало друг случай, в който престижното отличие в тази категория да спечели актриса от неанглоезичен филм. Лорен грабва и Приз за най-добра актриса от Нюйоркския кръг на филмовите критици. Суперпродукцията е отличена със Златен глобус за най-добър чуждоезичен филм и номинация Златна палма за Викторио Де Сика.
През 60-те години на XX век София Лорен е една от най-популярните актриси в света, като продължава да снима филми в САЩ и Европа. През 1964 година участва във филма „Упадъкът на Римската империя“ заедно със Стивън Бойд, Алек Гинес, Джеймс Мейсън, Кристофър Плъмър, Мел Ферър и Омар Шариф. Режисираната от Антъни Ман историческа продукция ѝ носи рекордния хонорар от един милион долара. Следващата година на екран излиза филмовата комедийна драма „Брак по италиански“. За участието си в него Лорен за втори път е номинирана за Оскар за най-добра женска роля, а продукцията печели наградата Златен глобус за най-добър чуждоезичен филм.
Други филми от този период, получили световно признание, са „Ел Сид“ с Чарлтън Хестън, „Милионерката“ с Питър Селърс, „Романс в Неапол“ с Кларк Гейбъл, комедийната драма „Вчера, днес и утре“, „Лейди Л.“ под режисурата на Питър Устинов и с участието на Пол Нюман, класиката „Арабеска“ от 1966 година с Грегъри Пек, и филмът на Чарли Чаплин „Графинята от Хонгконг“ с Марлон Брандо.

### 70-те и 80-те
След раждането на първородния ѝ син през 1968 година София Лорен започва да се появява по-рядко на екрана. През 70-те години нейните изпълнения в киното са предимно в италиански продукции. През 1974 г. се снима в последния филм на Виторио Де Сика „The Voyage“, малко преди той да почине. Под ръководството на знаменития кинорежисьор актрисата изиграва едни от най-значителните си и интересни образи, като общият брой на филмите, ръководени от Де Сика, е 14. В съвместната френско-италианска мелодрама „The Voyage“ партньор на Лорен е Ричард Бъртън, а тя печели приза за „Най-добра актриса“ на испанския кинофестивал в Сан Себастиан.
Следващата ѝ роля е в британския трилър „Проходът Касандра“, продуциран от Карло Понти през 1976 г., в чийто филм участват големи звезди за онова време, сред които Ричард Харис, Мартин Шийн, Бърт Ланкастър и Ава Гарднър.
През 1977 г. режисираният от американския сценарист Еторе Скола „Един специален ден“ за пореден път събира на снимачната площадка Лорен с Марчело Мастрояни. Кинопродукцията е номинирана за единайсет международни награди, сред които два Оскара за „Най-добър чуждоезичен филм“ и „Най-добра главна роля за Мастрояни“.
През 1979 г. Лорен написва автобиографичната книга „Живеейки и обичайки“, която се превръща в основа за телевизионен американски филм с нейно участие, излязъл през 1980.
През 80-те години на XX век ролите на София Лорен в киното са по-скоро епизодични. Тя участва в няколко италиански филма, сред които и телевизионна новела по роман на Марио Пузо.

## Международно признание
През 1991 г. София Лорен е поканена за домакин на провеждащата се в Париж церемония по връчването на Националната филмова награда на Франция „Сезар“. Освен в ролята на хост, актрисата става част и от отбора на наградените, тъй като Френската академия за филмово изкуство ѝ връчва почетен „Сезар“ за цялостно творчество, заедно с френския актьор Жан-Пиер Омон. По-късно през същата година на тържество в Елисейския дворец, френският президент Франсоа Митеран я награждава с „Орден на почетния легион“.
Връх в международното признание за забележителния творчески път на София Лорен е на 25 март 1991 г., когато Американската филмова академия ѝ присъжда „Оскар“ за цялостно творчество, като актрисата е обявена за „едно от истинските съкровища на световното кино, чиято кариера, богата със запомнящи се изпълнения, е добавила постоянен блясък в тази форма на изкуството“. На церемонията в Лос Анджелис Лорен е облечена в черна рокля на „Валентино“, а нейният втори „Оскар“ е връчен от Грегъри Пек.
На 1 февруари 1994 г. на Алеята на славата в Холивуд е открита 2000-та звезда на името на София Лорен. На събитието актрисата изразява своята надежда, че младите жени, които желаят един ден да бъдат актриси, ще се вдъхновяват, виждайки името ѝ на известния тротоар и споделя: „Много ми се иска моята грееща звезда да покаже пътя на толкова много прохождащи актриси и да направи техните мечти реалност, така както моята мечта се сбъдна.“ По-късно през същия месец в Берлин Лорен е наградена със Златна мечка за цялостен принос на 44-тия филмов фестивал Берлинале.
На 53-та церемония по връчването на наградите Златен глобус през 1995 г. София Лорен е удостоена с почетната награда „Златен глобус на името на Сесил Демил“. Това е нейната пета статуетка от този кинофестивал. На същия форум получава и номинация за „Най-добра женска поддържаща роля“ за филма „Прет-а-порте“ (1994). В кинопродукцията на Робърт Олтман италианската актриса партнира на Марчело Мастрояни, Джулия Робъртс и Тим Робинс, а лентата е номинирана за „Най-добър филм в категория комедия“. През 1998 г. получава Златен лъв на кинофестивала във Венеция, отново за цялостно творчество.
През 2010 г. Лорен е удостоена с Премиум империал – една от най-престижните награди на Японската асоциация на изкуствата, присъждана за заслуги и постижения в областта на изкуството и ролята, която личностите изпълняват, за да обогатят хората по света.
На 4 май 2011 г. множество звезди от Холивуд се събират, за да почетат неподражаемата италианка по случай 50-годишнината от първия ѝ „Оскар“. През 1961 г. Лорен не присъства на церемонията на филмовата академия в САЩ, на която трябва да получи наградата си, като споделя, че тогава не е и мечтала, че един италиански филм може да спечели подобно голямо отличие. На организираното празненство, на което тя присъства със синовете си, заявява:
| „ | Оскарът промени напълно живота ми. Помогна ми да повярвам в себе си и да дам всичко от себе си като актриса. Нямам думи, с които да опиша чувствата си сега. Трудно е да си представите колко бързо изминаха цели 50 години, откакто получих наградата Оскар. | “ |

## Зад кадър
София Лорен участва активно в обществени инициативи със световно послание. През 1992 г. е избрана за посланик на добра роля и е едно от лицата на Върховния комисариат на ООН за бежанците.
През 2004 г. печели „Грами“ за „Най-добър разговорен световен албум за деца“ за работата ѝ в проекта „Прокофиев: Петя и вълкът“, заедно с американския президент Бил Клинтън и съветския президент Михаил Горбачов.
На Зимните олимпийски игри в Торино през 2006 г. е една от осемте жени, редом със Сюзън Сарандън и Исабел Алиенде, пренасяла олимпийския флаг.
През 2007 г. Лорен приема да се снима гола само по диамантени обици за календара на фирмата за производства на гуми „Пирели“. София е взела решението да се разголи преди всичко заради известността на „Пирели“ и малкия тираж на календара – едва 400 броя, които се подаряват на важни клиенти.
На един от въпросите за успеха си като актриса София Лорен отговаря:
| „ | Да успяваш в трудна професия изисква предимно вяра в самия себе си. Това обяснява защо хора с посредствен талант и мощен вътрешен заряд изпреварват други с велик талант. | “ |

## Брак и семейство
Повече от половин век София Лорен живее заедно с голямата си любов – италианският кинопродуцент Карло Понти. Двамата се запознават за първи път през 1950 г., когато тя е на 15, а той – на 37. Въпреки разликата в годините им, между тях пламва истинска обич и те се женят през 1957. Тъй като Понти има брак с първата си съпруга Джулиана, италианската държава не признава брачния съюз със София Лорен, понеже разводите са забранени по онова време. Понти е решен да се ожени законно за Лорен и през 1965 г. получава развод от Джулиана във Франция и двамата с Лорен се бракосъчетават в Париж през 1966 г.
Понти става не само неин съпруг, но и постоянен продуцент на филмите, в които участва. Някои от кинопродукциите са „Бокачо 70“, „Брак по италиански“, „Вчера, днес и утре“ и други. Двамата живеят заедно до смъртта му през 2007 г.
Карло Понти и София Лорен ca важни колекционери на изкуство. Колекцията на Понти-Лорен включва над 150 произведения, включително произведения на Матис, Сезан, Пикасо, Брак, Дали, Каналето, Реноар, Де Кирико, Бала, Магрит, Кокошка и множество археологически находки (S. Masi, E. Lancia, Sophia, Gremese Editore)
Двойката има двама синове. Лорен ражда първородния Карло Понти-младши на 29 декември 1968 г., а Едуардо Понти – на 6 януари 1973 г.

## Избрана филмография
| Година | Филм                      | Оригинално заглавие     | Роля                                  | Режисьор         |
| ------ | ------------------------- | ----------------------- | ------------------------------------- | ---------------- |
| 1955   | Знакът на Венера          | Il segno di Venere      | Агнезе                                | Дино Ризи        |
| 1955   | Хляб, любов и…            | Pane, amore e...        | Дона София                            | Дино Ризи        |
| 1957   | Момчето върху делфина     | Boy on a Dolphin        | Федра                                 | Жан Негулеско    |
| 1957   | Легенда за изгубените     | Legend of the Lost      | Дита                                  | Хенри Хатауей    |
| 1959   | Този вид жена             | That Kind of Woman      | Кей                                   | Сидни Лумет      |
| 1960   | Лудетината в розово трико | Heller in Pink Tights   | Анджела Росини                        | Джордж Кюкор     |
| 1960   | Чочарка                   | La ciociara             | Чезира                                | Виторио Де Сика  |
| 1960   | Това започна в Неапол     | It Started in Naples    | Лучия Курчо                           | Мелвил Шавелсън  |
| 1962   | Бокачо '70                | Boccaccio '70           | Зоуи                                  | Виторио Де Сика  |
| 1963   | Вчера, днес и утре        | Ieri, oggi, domani      | Аделина Сбарати / Анна Молтени / Мара | Виторио Де Сика  |
| 1964   | Брак по италиански        | Matrimonio all'italiana | Филомена Мартурано                    | Виторио Де Сика  |
| 1966   | Арабеска                  | Arabesque               | Ясмин Азир                            | Стенли Донън     |
| 1967   | Имало едно време          | C'era una volta         | Изабела Канделоро                     | Франческо Рози   |
| 1970   | Слънчогледи               | I girasoli              | Джована                               | Виторио Де Сика  |
| 1970   | Жената на свещеника       | La moglie del prete     | Валерия Били                          | Дино Ризи        |
| 1975   | Куклата на гангстера      | La Pupa Del Gangster    | Пупа                                  | Джорджо Капитани |
| 2009   | Девет                     | Nine                    | Мама Контини                          | Роб Маршал       |

## Произведения
- Sophia Loren. In Cucina con Amore, Rizzoli Editore, 1971.

- Sophia Loren. In the Kitchen with Love, Doubleday & Company, Inc.,  1972.

- Sophia Loren. Women & Beauty, Aurum Press, 1984. ISBN 0-688-01394-5.

- Sophia Loren. Sophia Loren's Recipes and Memories, Gt Pub Corp., 1998. ISBN 978-1577193678.

- Sofia Loren. Yesterday, Today, Tomorrow; My Life, Atria Books, 2015. ISBN 9781476797434.